# Alyssa Baumann
Pour les articles homonymes, voir Baumann.
Alyssa Baumann, née le 17 mai 1998 à Dallas, est une gymnaste artistique américaine.

## Palmarès

### Championnats du monde
- Nanning 2014
  -  médaille d'or au concours par équipes